# Stile Direttorio

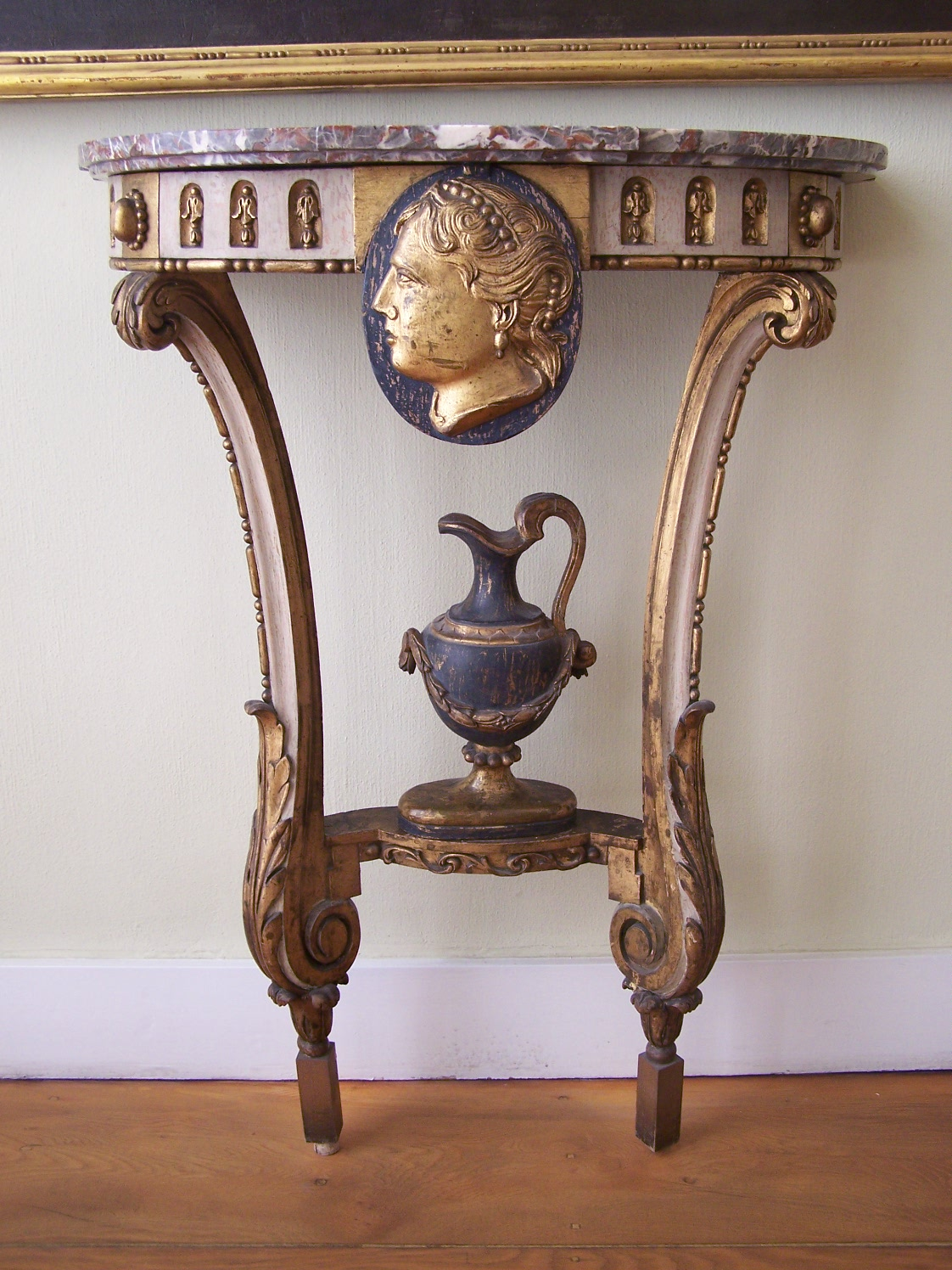
Consolle in stile Direttorio

Lo stile Direttorio (in francese: style Directoire) fu uno stile architettonico e di moda in voga in Francia tra il 1795 ed il 1803. Esso segna il passaggio dallo stile Luigi XVI allo stile Impero ed è caratterizzato da una fattura sobria e da forme semplici e lineari.

## Caratteristiche principali

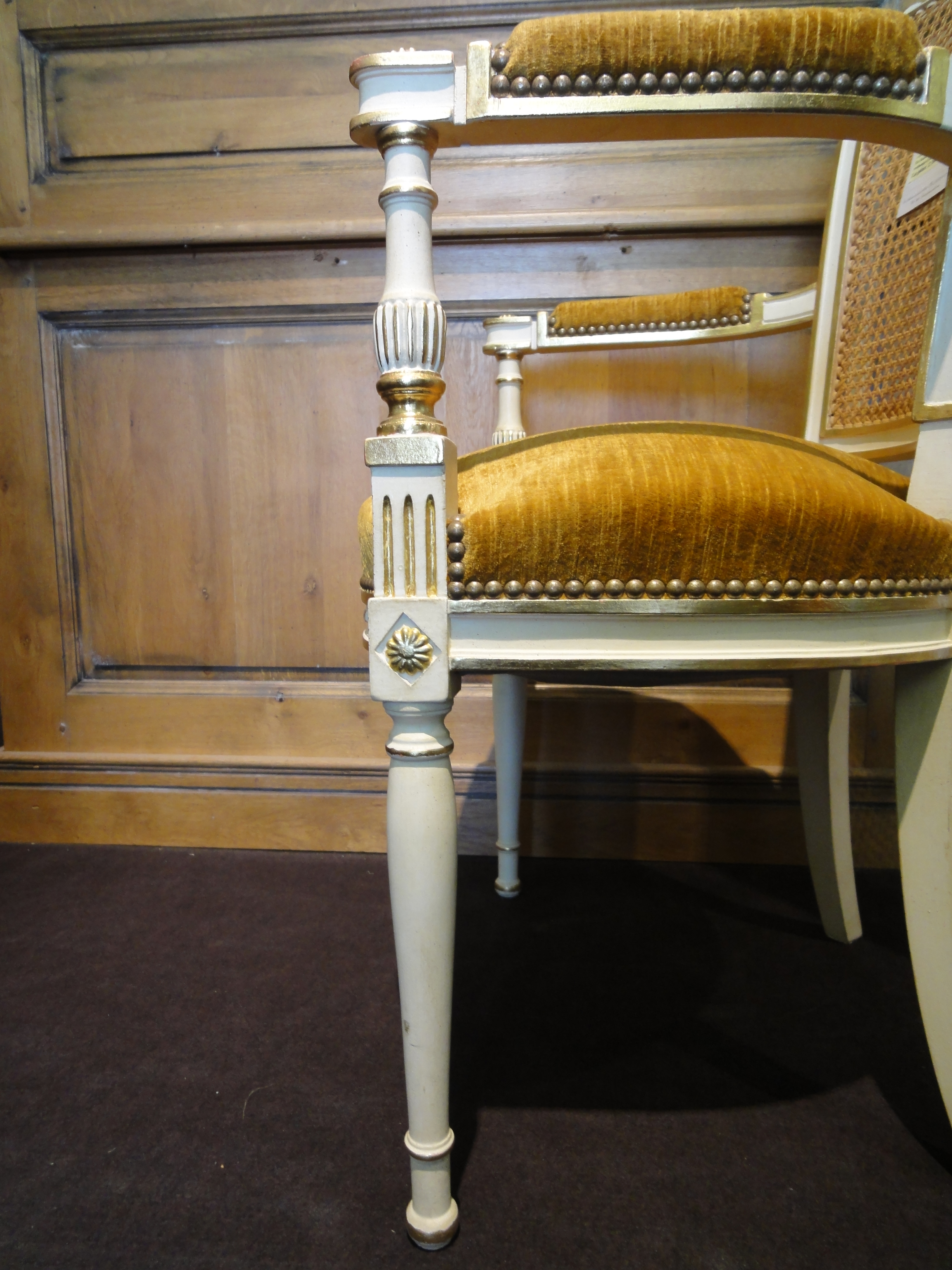
Sedia in Stile Direttorio

Le forme dello stile Direttorio si semplificarono notevolmente rispetto al passato: le curve divennero discrete e le linee, seppur dritte, non risentirono di rigidità e non persero di eleganza. Pur prendendo diversi elementi dallo stile Luigi XVI e nella moda dallo stile Maria Antonietta che lo avevano preceduto, lo stile Direttorio già preannunciava molte delle caratteristiche che diverranno poi un punto di riferimento focale per lo stile Impero sotto il segno del neoclassicismo più esplicito.
Il nome dello stile rimanda al Direttorio, il governo che perdurò per quattro anni in Francia, dal 1795 al 1799, dopo la Rivoluzione e prima dell'impero di Napoleone. Lo stile Direttorio si proponeva, come già fatto dallo stile Luigi XVI nell'ultima parte del regno del sovrano, di imitare ancora più fedelmente i modelli antichi in campo architettonico e decorativo, un concetto che raggiungerà una sua piena maturità poi solo con l'impero. Se la Rivoluzione del 1789 non aveva portato cambiamenti radicali presso il pubblico con uno stile proprio, sicuramente permise di accelerare il processo già in atto di allontanamento progressivo dal rococò a favore di uno stile meno elaborato, più semplice e lineare, con un chiaro riferimento ai valori repubblicani della società dell'antichità.
Con lo stile Direttorio continuarono a ogni modo a essere utilizzate le allegorie nelle decorazioni, ma con uno stile più severo e meno frivolo del passato. Nel mobilio, nei decori murali e in quelli tessili, i simboli della Rivoluzione (come il fascio di verghe, le mani giunte, il triangolo o il berretto frigio) divennero popolari. Contemporaneamente lo stile Direttorio assorbì molto delle scoperte ritrovate a Pompei.
Il pittore Jacques-Louis David, realizzò in questo periodo una serie di opere ispirate direttamente ai modelli greco-romani, introducendo nei suoi dipinti nuovi mobili in uso come ad esempio la sella curule di tradizione romana, come ad esempio nel ritratto di Madame Récamier.

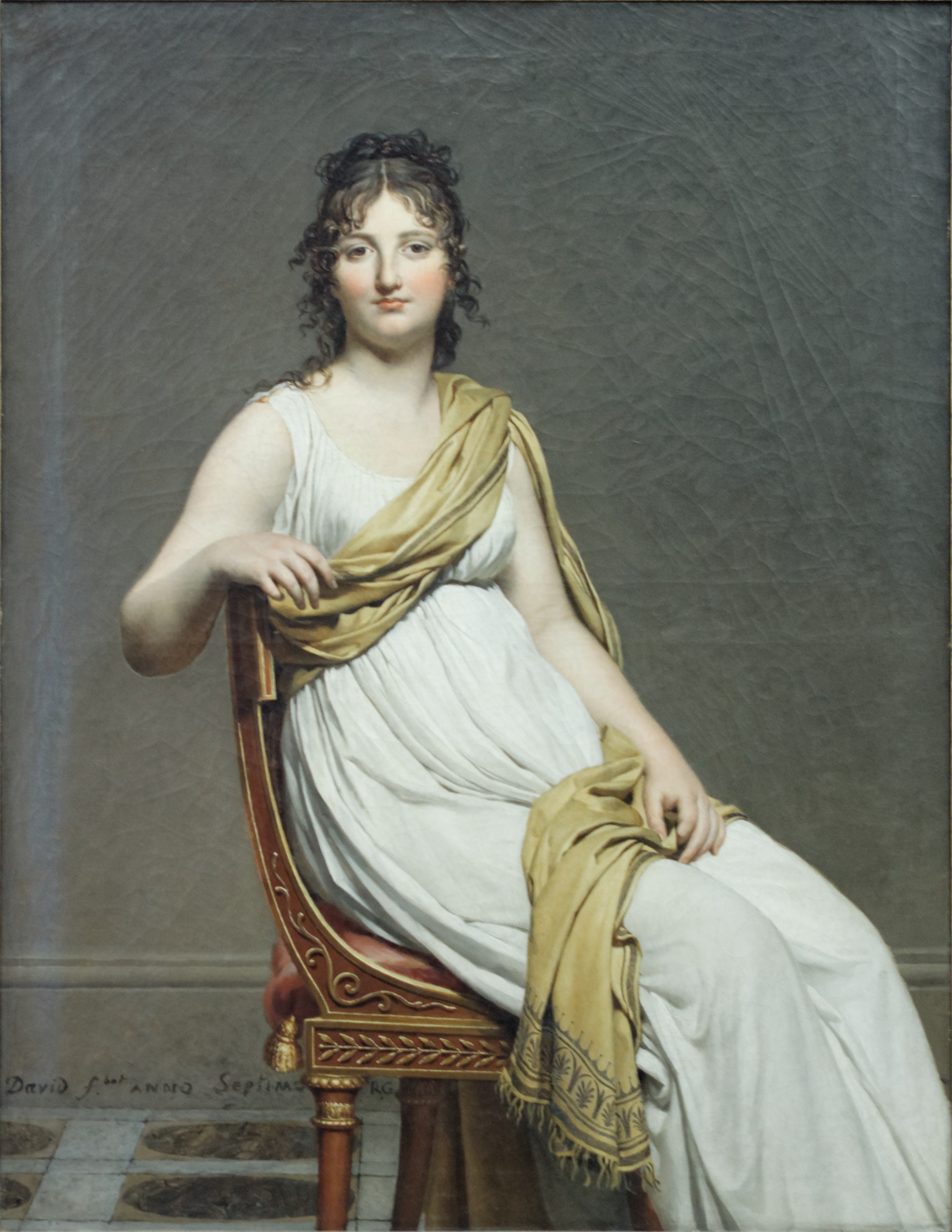
Ritratto di madame de Verninac di David, museo del Louvre.

La Rivoluzione portò come propria conseguenza la soppressione delle gilde nel 1791, le quali erano viste come un organismo che uniformava non solo la formazione degli artigiani e il loro apprendistato, ma anche il loro patronato, rendendolo esclusivo appannaggio dell'aristocrazia, senza la libertà di produzione come l'artista avrebbe voluto. Con la fuga degli aristocratici dalla Francia, a ogni modo, la produzione di monumenti, opere d'arte e mobili, entrò in declino in quella stessa epoca, eccezion fatta per i mobili di prestigio realizzati poi durante il primo impero dove la nobiltà napoleonica si servì della maestria di artisti che avevano iniziato a produrre sotto Luigi XV e Luigi XVI per realizzare nuove opere di qualità.
I pittori Percier e Pierre-François-Léonard Fontaine furono tra i più rinomati decoratori d'interni di quest'epoca, secondo appunto i dettami dello stile Direttorio.
Una svolta significativa nello stile Direttorio avvenne con la campagna d'Egitto di Napoleone, alla quale presero parte diversi scienziati, scrittori, archeologi e soprattutto artisti che riportarono in Francia e in Europa quella che divenne nota come "egittomania". Uno dei propugnatori di maggior peso di questa moda fu il pittore e archeologo Dominique Vivant Denon (1747-1825), che approfittò del suo soggiorno in Egitto per comporre un libro, Le Voyage dans la basse et la haute Égypte, pubblicato poi nel 1802. In quest'opera, egli riprodusse raffigurazioni della sfinge e di colonnati ritrovati nei templi egiziani, contribuendo alla diffusione di questi stilemi nella moda parigina. Gli effetti di questa pubblicazione si trovano anche nelle opere di Percier e Fontaine.

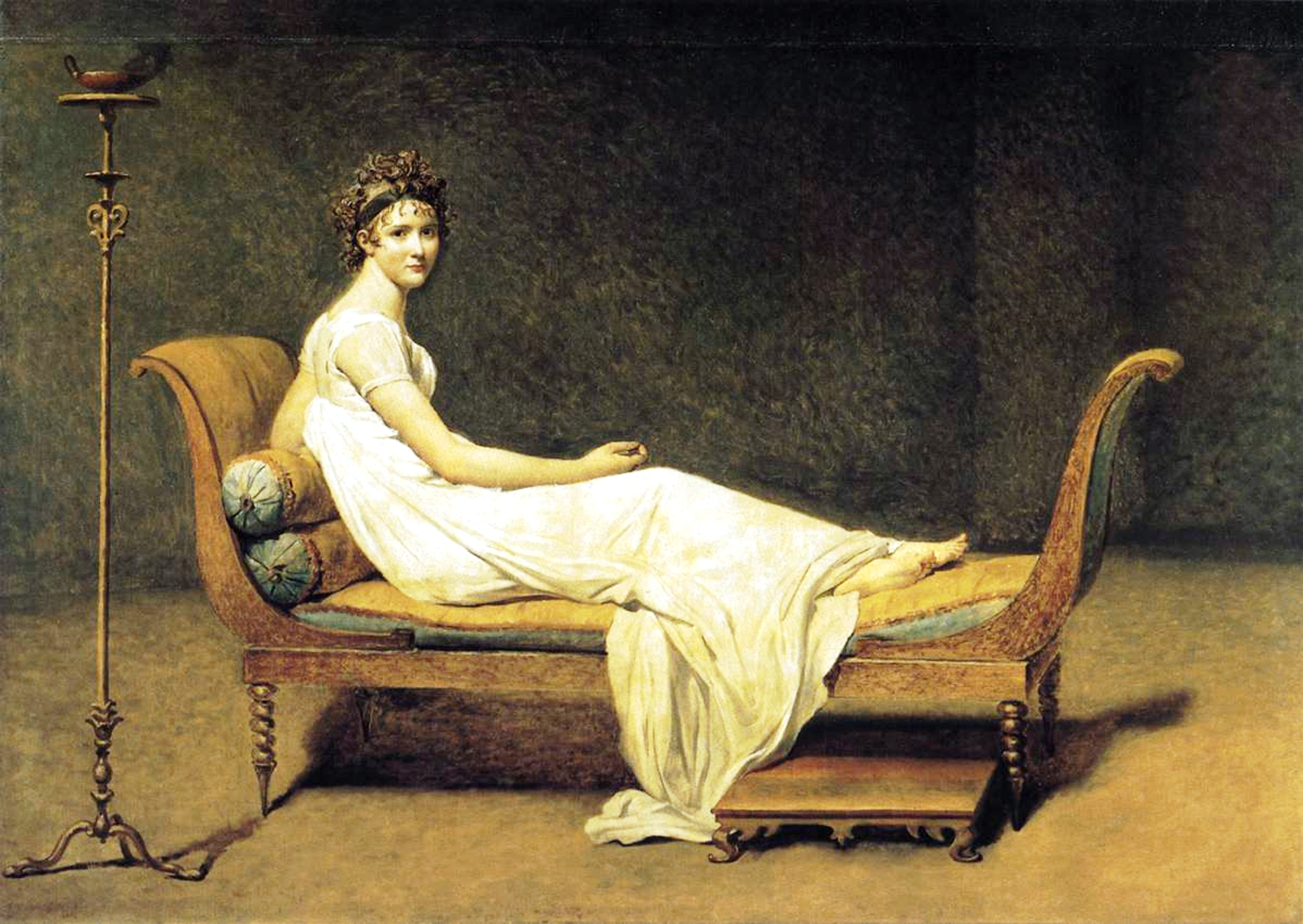
Madame Récamier su un lit de repos di stile Direttorio, Jacques-Louis David (1800)

Dopo il colpo di stato del 9 novembre 1799, Napoleone stabilì il Consolato e divenne primo console lui stesso. Questo atto portò a una vera e propria rivoluzione artistica che perdurò sino alla sua ascesa al trono imperiale di Francia nel 1804. Dal 1799, infatti, una delle preoccupazioni principali del Bonaparte fu la ricostruzione di una nuova corte. Per donare una degna cornice a questo evento, Napoleone occupò quelli che erano stati i palazzi della monarchia, ma li fece riammobiliare e risistemare secondo il nuovo stile artistico. Egli impiegherà per questo scopo Percier e Fontaine, ardenti difensori dell'arte gotica, a rimettere mano a Saint-Cloud, alle Tuileries, al Louvre, secondo i dettami del nuovo stile Direttorio prima, e impero poi. I decori d'interni si diffusero con maggiore intensità come pure i simboli militari e collegati alla guerra come figure di vittorie alate e bandiere fluttuanti, simbolo delle continue conquiste conseguite dall'impero sotto la guida di Napoleone; solo con lo stile impero inizieranno a comparire anche le prime aquile imperiali. Lo stile Direttorio esprimeva, sul modello greco, una grandiosità sobria e semplice, senza giungere a quel grandeur d'eroismo e rimando all'impero romano antico che si avrà poi sotto il primo impero francese.
Nei decori ed in particolare in quelli per il mobilio, gli elementi più significativi divennero le figure geometriche come rombi, quadrati, esagoni o losanghe, oppure ancora stelle, margherite, anfore, palme, cigni, sfingi, elmi militari, trofei, spade. Tra gli ebanisti di maggior rilievo dello stile si ricordano Guillaume Beneman, Martin-Guilhaume Biennais, Georges Jacob, Adam Weisweiler.

## Moda

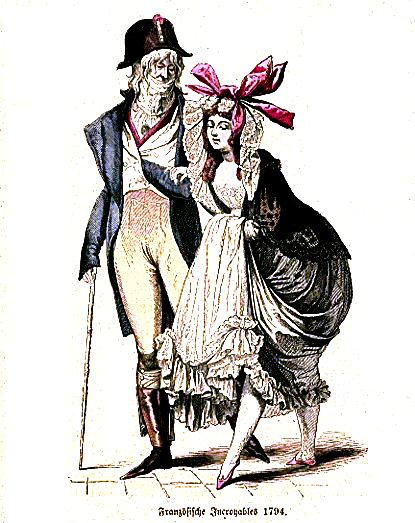
Coppia tra il 1794 e il 1795
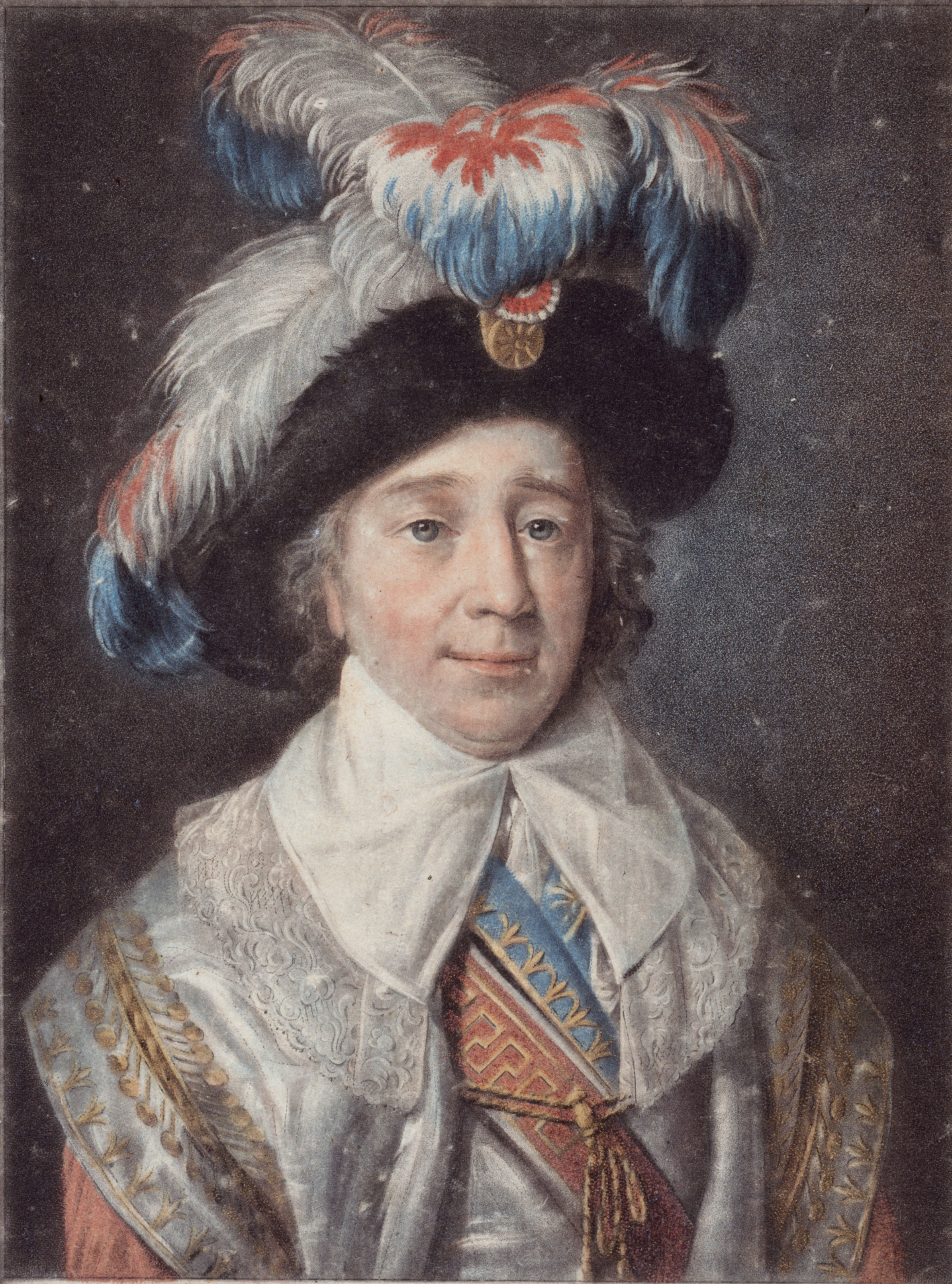
Paul Barras in gran uniforme da Direttore
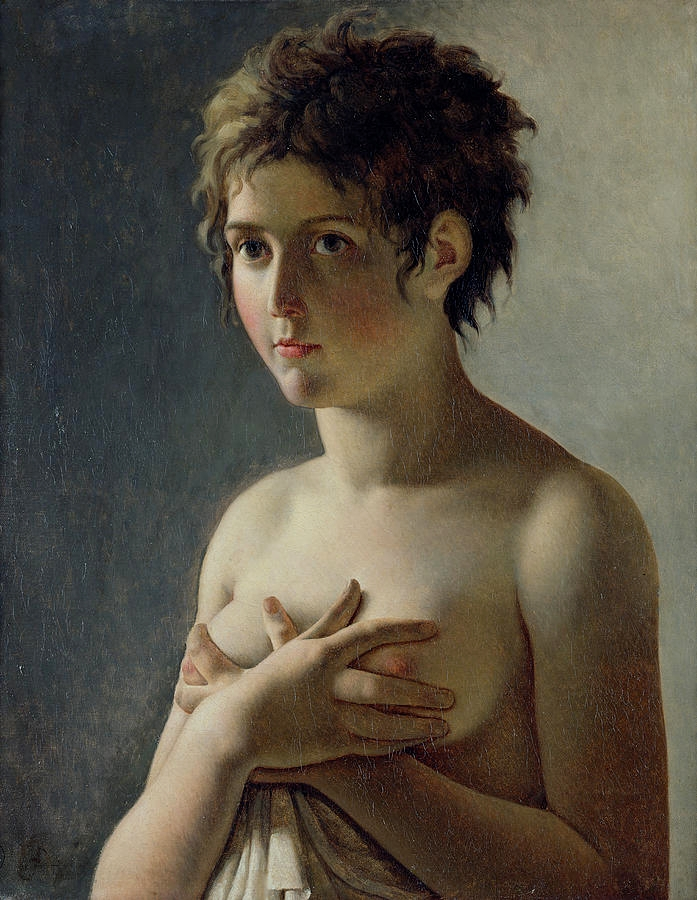
Busto di ragazza
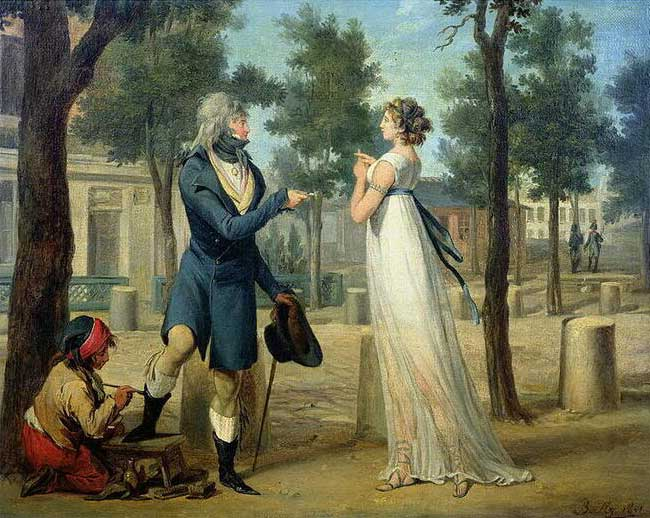
Un Incredibile e una Meravigliosa – 1797
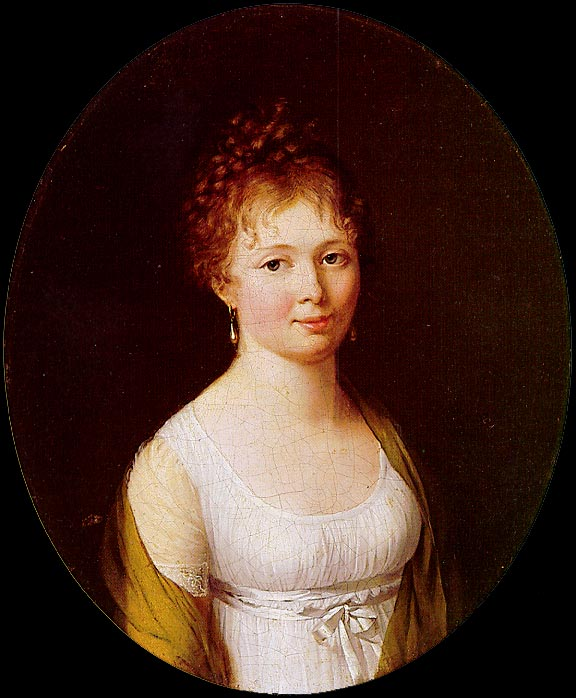
Ritratto di Gabrielle-Josephine du Pont, ca. 1798
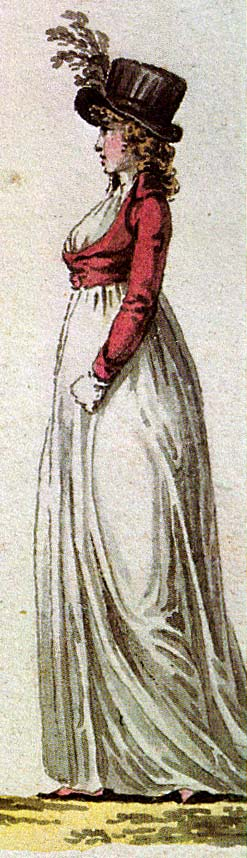
1798
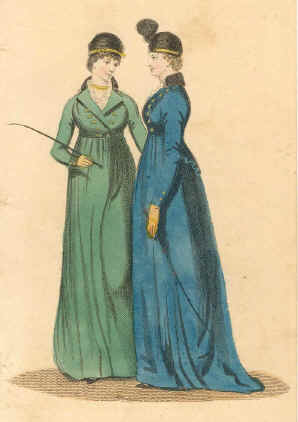
1799
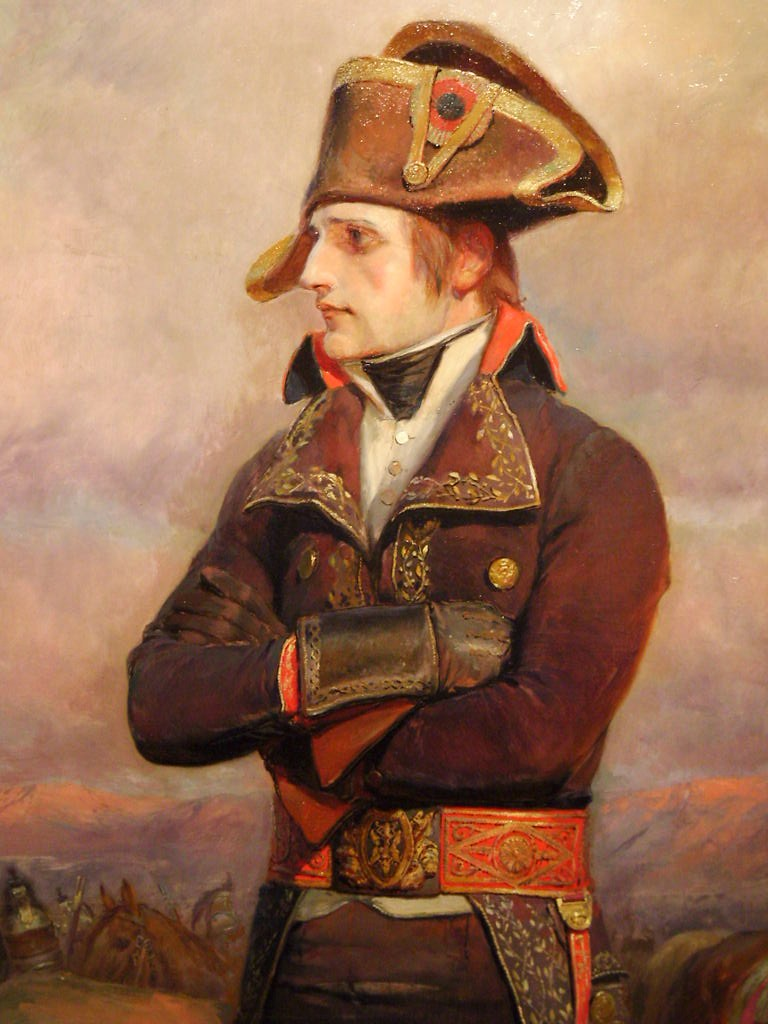
Napoleone Bonaparte durante la campagna d'Italia